# (155142) Tenagra
(155142) Tenagra est un astéroïde de la ceinture principale.

## Description
(155142) Tenagra est un astéroïde de la ceinture principale. Il fut découvert par Jean-Claude Merlin le 26 octobre 2005 à l'observatoire Tenagra II. Il présente une orbite caractérisée par un demi-grand axe de 2,76 UA, une excentricité de 0,084 et une inclinaison de 0,08° par rapport à l'écliptique.
Il fut nommé d'après le lieu imaginaire Tenagra, île mythique dans un épisode de la série Star Trek, ce lieu permet au scénariste d'explorer les limites de l'esprit de coopération.

## Compléments